# Дихтарка
Дихтарка — річка у Перемишлянському районі Львівської області, ліва притока Погиблиці (басейн Дністра).

## Опис
Довжина річки приблизно 5 км. Висота витоку над рівнем моря — 310 м, висота гирла — 260 м, падіння річки — 50 м, похил річки — 10 м/км. У руслі річки 2 водойми.

## Розташування
Бере початок на північно-східній стороні від села Копань. Тече переважно на південний схід через село Чуперносів і в селі Ушковичі впадає у річку Погиблицю, праву притоки Гнилої Липи.